# التأثير الميكانيكي الضوئي
التأثير الميكانيكي الضوئي هو التغير في شكل المادة عندما تتعرض لـ الضوء. أول من كتب عن التأثير الميكانيكي الضوئي هو ألكسندر غراهام بيل (Alexander Graham Bell) وذلك عام 1880. وحديثًا جاء يوشينو (Uchino) ليوضح أن المادة المعيقة للضوء يمكن استخدامها لتقوم بدور السيقان في إنشاء نموذج مصغر للمشّاية المشغلة بصريًا؛ 
والتقنية الأكثر استخدامًا للتأثير الميكانيكي الضوئي التسخين المستحث بالضوء.

## وصلات خارجية
- The Nonlinear Optics Web Site